# Trisetaria panicea
Trisetaria panicea é uma espécie de planta com flor pertencente à família Poaceae. 
A autoridade científica da espécie é (Lam.) Paunero, tendo sido publicada em Anales del Jardín Botánico de Madrid 9: 524. 1950.

## Portugal
Trata-se de uma espécie presente no território português, nomeadamente em Portugal Continental.
Em termos de naturalidade é nativa da região atrás indicada.

## Protecção
Não se encontra protegida por legislação portuguesa ou da Comunidade Europeia.